# 朗厄蘭島

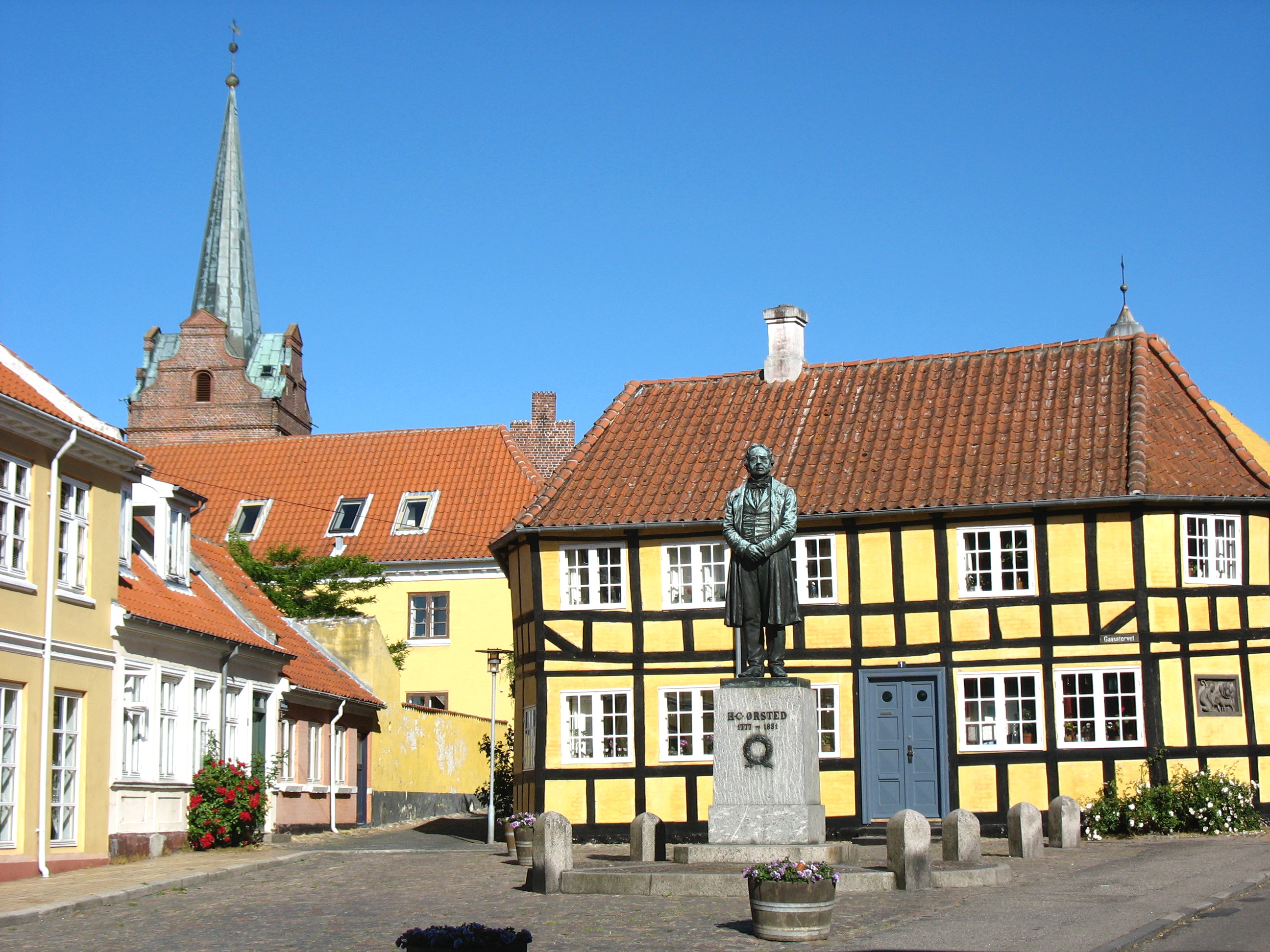

朗厄蘭島是丹麥的島嶼，位於大貝爾特海峽南部，由南丹麥大區負責管轄，長52公里、寬11公里，面積285平方公里，最高點海拔高度46米，2010年人口13,277。
54°55′N 10°45′E / 54.917°N 10.750°E

## 外部連結
- Official tourist information site for Langeland
- Guide to Langeland （页面存档备份，存于）